# Jinchihuo
Jinchihuo là một chi bướm đêm thuộc họ Geometridae.